# Associazione Calcio Siena 2012-2013
Questa voce raccoglie le informazioni riguardanti l'Associazione Calcio Siena nelle competizioni ufficiali della stagione 2012-2013.

## Stagione
Prima dell'inizio del campionato 2012-13, la società viene punita con una penalizzazione di 6 punti per il suo coinvolgimento nello scandalo delle scommesse.
La squadra riesce nell'impresa di battere l'Inter sia all'andata che al ritorno (rispettivamente per 0-2 e 3-1) ottenendo le prime storiche affermazioni sui nerazzurri in Campionato. I punti di penalizzazione incidono sul cammino del Siena, contribuendo alla retrocessione che diviene aritmetica dopo la sconfitta per 2-1 con il Napoli.

## Divise e sponsor
Lo sponsor tecnico per la stagione 2012-2013 è Kappa, mentre lo sponsor ufficiale è Banca Monte dei Paschi di Siena.
Prima maglia bianconera, seconda rossa, terza bianca per la Coppa Italia e portieri in grigio. Le nuove divise, sono state presentate presso la sala stampa "Renzo Corsi" dello stadio Artemio Franchi.
| Casa | Trasferta | Terza divisa |

## Organigramma societario
Area direttiva
- Presidente: Massimo Mezzaroma
- Direttore generale: Luca Magnoni
- Direttore organizzativo e MKTG: Giuseppe Cormio
- Team manager: Sandro Federico

Area tecnica
- Direttore sportivo: Stefano Antonelli
- Allenatore: Serse Cosmi (fino al 16 dicembre 2012), poi Giuseppe Iachini
- Viceallenatore: Mario Palazzi (fino al 16 dicembre 2012), poi Giuseppe Carillo
- Preparatore atletico: Francesco Bulletti (fino al 16 dicembre 2012), Giorgio D'Urbano, Giovanni Saracini, Fabrizio Tafuni (dal 17 dicembre 2012)
- Collaboratore tecnico: Lorenzo Rubinacci (fino al 16 dicembre 2012)
- Preparatore dei portieri: Marco Savorani

Area sanitaria
- Responsabile sanitario: Andrea Causarano
- Medico sociale: Saro Catanese
- Neuropsicofisiologo: Umberto Zerbini
- Terapeuta della riabilitazione: Robert Kindt
- Riabilitatore: Alberto Andorlini
- Fisioterapeuta: Luciano Dati
- Fisioterapeuta: Patrizio Cingottini

## Rosa
| N. |                       | Ruolo | Calciatore                   |
| -- | --------------------- | ----- | ---------------------------- |
| 2  | Italia (bandiera)     | D     | Roberto Vitiello             |
| 3  | Italia (bandiera)     | D     | Cristiano Del Grosso         |
| 5  | Italia (bandiera)     | C     | Manuel Coppola               |
| 5  | Argentina (bandiera)  | C     | Adrián Calello               |
| 6  | Brasile (bandiera)    | D     | Ângelo                       |
| 7  | Italia (bandiera)     | C     | Francesco Valiani            |
| 8  | Italia (bandiera)     | C     | Simone Vergassola (capitano) |
| 9  | Italia (bandiera)     | A     | Michele Paolucci             |
| 10 | Italia (bandiera)     | C     | Gaetano D'Agostino           |
| 10 | Svizzera (bandiera)   | A     | Innocent Emeghara            |
| 11 | Italia (bandiera)     | A     | Emanuele Calaiò              |
| 12 | Italia (bandiera)     | P     | Simone Farelli               |
| 13 | Portogallo (bandiera) | D     | Neto                         |
| 15 | Italia (bandiera)     | D     | Paolo Dellafiore             |
| 16 | Italia (bandiera)     | C     | Valerio Verre                |
| 17 | Italia (bandiera)     | D     | Nicola Belmonte              |
| 18 | Brasile (bandiera)    | D     | Felipe                       |
| 19 | Italia (bandiera)     | D     | Claudio Terzi                |
| 21 | Uruguay (bandiera)    | C     | Ribair Rodríguez             |
| 22 | Italia (bandiera)     | D     | Matteo Contini               |

| N. |                       | Ruolo | Calciatore        |
| -- | --------------------- | ----- | ----------------- |
| 23 | Italia (bandiera)     | P     | Andrea Campagnolo |
| 23 | Portogallo (bandiera) | D     | Salvador Agra     |
| 24 | Italia (bandiera)     | D     | Massimo Paci      |
| 25 | Italia (bandiera)     | P     | Gianluca Pegolo   |
| 27 | Italia (bandiera)     | C     | Alessandro Rosina |
| 33 | Italia (bandiera)     | D     | Matteo Rubin      |
| 34 | Argentina (bandiera)  | D     | Matías Martínez   |
| 36 | Italia (bandiera)     | C     | Francesco Bolzoni |
| 57 | Brasile (bandiera)    | C     | Zé Eduardo        |
| 63 | Argentina (bandiera)  | A     | Marcelo Larrondo  |
| 64 | Austria (bandiera)    | C     | Marcel Büchel     |
| 70 | Italia (bandiera)     | C     | Daniele Mannini   |
| 77 | Italia (bandiera)     | C     | Alessio Sestu     |
| 81 | Albania (bandiera)    | A     | Erjon Bogdani     |
| 86 | Portogallo (bandiera) | D     | Jorge Teixeira    |
| 89 | Italia (bandiera)     | P     | Federico Marini   |
| 91 | Brasile (bandiera)    | A     | Reginaldo         |
| 92 | Cile (bandiera)       | C     | Matías Campos     |
| 99 | Italia (bandiera)     | A     | Niccolò Giannetti |

## Risultati

### Serie A

#### Girone di andata
| Siena 26 agosto 2012, ore 20:45 UTC+2 1ª giornata | Siena                | 0 – 0 referto | Torino | Stadio Artemio Franchi - Montepaschi Arena (8.261 spett.)\| Arbitro: \| Giacomelli (Trieste) \| |
| Arbitro:                                          | Giacomelli (Trieste) |               |        |                                                                                                 |

| Arbitro: | Rocchi (Firenze) |

|                              |           |                |
| M. López 45’ Gastaldello 69’ | Marcatori | 63’ Vergassola |

| Arbitro: | De Marco (Chiavari) |

|                                  |           |                       |
| Calaiò 70’ Zé Eduardo 77’ (rig.) | Marcatori | 3’ Basta 5’ Di Natale |

| Arbitro: | Massa (Imperia) |

|  |           |                              |
|  | Marcatori | 73’ Vergassola 90+2’ Valiani |

| Arbitro: | Gervasoni (Mantova) |

|            |           |  |
| Calaiò 61’ | Marcatori |  |

| Arbitro: | Russo (Nola) |

|                                   |           |            |
| Ederson 17’ C. Ledesma 38’ (rig.) | Marcatori | 90+1’ Paci |

| Arbitro: | Mazzoleni (Bergamo) |

|              |           |                         |
| Calaiò 45+2’ | Marcatori | 14’ Pirlo 85’ Marchisio |

| Arbitro: | Rizzoli (Bologna) |

|                              |           |               |
| Cigarini 62’ Bonaventura 82’ | Marcatori | 59’ Reginaldo |

| Siena 27 ottobre 2012, ore 18:00 CET 9ª giornata | Siena              | 0 – 0 referto | Palermo | Stadio Artemio Franchi - Montepaschi Arena (8.708 spett.)\| Arbitro: \| Calvarese (Teramo) \| |
| Arbitro:                                         | Calvarese (Teramo) |               |         |                                                                                               |

| Arbitro: | Guida (Torre Annunziata) |

|                                     |           |                          |
| Nenê 5’, 25’ Sau 27’ T. Ribeiro 89’ | Marcatori | 42’ Bogdani 90+3’ Calaiò |

| Arbitro: | Peruzzo (Schio) |

|          |           |  |
| Paci 54’ | Marcatori |  |

| Parma 11 novembre 2012, ore 15:00 CET 12ª giornata | Parma       | 0 – 0 referto | Siena | Stadio Ennio Tardini (10.611 spett.)\| Arbitro: \| Celi (Bari) \| |
| Arbitro:                                           | Celi (Bari) |               |       |                                                                   |

| Arbitro: | Irrati (Pistoia) |

|             |           |  |
| Valiani 31’ | Marcatori |  |

| Verona 25 novembre 2012, ore 15:00 CET 14ª giornata | Chievo          | 0 – 0 referto | Siena | Stadio Marcantonio Bentegodi (6.000 spett.)\| Arbitro: \| Massa (Imperia) \| |
| Arbitro:                                            | Massa (Imperia) |               |       |                                                                              |

| Arbitro: | Mazzoleni (Bergamo) |

|          |           |                                |
| Neto 25’ | Marcatori | 63’, 90+1’ Destro 86’ Perrotta |

| Siena 10 dicembre 2012, ore 19:00 CET 16ª giornata | Siena         | 1 – 3 referto | Catania | Stadio Artemio Franchi\| Arbitro: \| Doveri (Roma) \| |
| Arbitro:                                           | Doveri (Roma) |               |         |                                                       |

| Arbitro: | Tagliavento (Terni) |

|                                               |           |               |
| Toni 16’, 79’ Pizarro 18’ (rig.) Aquilani 44’ | Marcatori | 70’ Reginaldo |

| Arbitro: | De Marco (Chiavari) |

|  |           |                              |
|  | Marcatori | 86’ Maggio 90’ (rig.) Cavani |

| Arbitro: | Calvarese (Teramo) |

|                              |           |              |
| Bojan 67’ Pazzini 80’ (rig.) | Marcatori | 87’ Paolucci |

#### Girone di ritorno
| Arbitro: | Di Bello (Brindisi) |

|                                    |           |                            |
| Brighi 5’ Bianchi 38’ Cerci 45'+1’ | Marcatori | 32’ Reginaldo 75’ Paolucci |

| Arbitro: | Russo (Nola) |

|             |           |  |
| Bogdani 71’ | Marcatori |  |

| Arbitro: | Peruzzo (Schio) |

|            |           |  |
| Muriel 36’ | Marcatori |  |

| Arbitro: | Doveri (Roma 1) |

|                                          |           |             |
| Emeghara 21’ Sestu 24’ Rosina 55’ (rig.) | Marcatori | 22’ Cassano |

| Arbitro: | Giacomelli (Trieste) |

|          |           |              |
| Kone 41’ | Marcatori | 33’ Emeghara |

| Arbitro: | Giannoccaro (Lecce) |

|                             |           |  |
| Emeghara 6’, 61’ Rosina 23’ | Marcatori |  |

| Arbitro: | Celi (Bari) |

|                                         |           |  |
| Lichtsteiner 30’ Giovinco 74’ Pogba 89’ | Marcatori |  |

| Arbitro: | Tagliavento (Terni) |

|  |           |                     |
|  | Marcatori | 3’, 67’ Bonaventura |

| Arbitro: | Romeo (Verona) |

|             |           |                                |
| Anselmo 44’ | Marcatori | 51’ Emeghara 72’ (rig.) Rosina |

| Siena 17 marzo 2013, ore 12:30 CET 29ª giornata | Siena         | 0 – 0 referto | Cagliari | Stadio Artemio Franchi (8.639 spett.)\| Arbitro: \| Doveri (Roma) \| |
| Arbitro:                                        | Doveri (Roma) |               |          |                                                                      |

| Arbitro: | Rocchi (Firenze) |

|                           |           |                                |
| Borriello 6’ Janković 71’ | Marcatori | 43’ Emeghara 52’ (rig.) Rosina |

| Siena 7 aprile 2013, ore 15:00 CEST 31ª giornata | Siena             | 0 – 0 referto | Parma | Stadio Artemio Franchi - Montepaschi Arena (9.880 spett.)\| Arbitro: \| Bergonzi (Genova) \| |
| Arbitro:                                         | Bergonzi (Genova) |               |       |                                                                                              |

| Arbitro: | Abbattista (Molfetta) |

|                     |           |                                          |
| Çelik 53’ Togni 59’ | Marcatori | 14’ Ângelo 33’ (aut.) Zanon 86’ Emeghara |

| Arbitro: | Valeri (Roma 2) |

|  |           |                |
|  | Marcatori | 45’ Pellissier |

| Arbitro: | Russo (Nola) |

|                                  |           |  |
| Osvaldo 14’, 41’, 67’ Lamela 16’ | Marcatori |  |

| Arbitro: | Banti (Livorno) |

|                         |           |  |
| Bergessio 14’, 52’, 71’ | Marcatori |  |

| Arbitro: | Orsato (Schio) |

|  |           |               |
|  | Marcatori | 14’ Rodríguez |

| Arbitro: | Giacomelli (Trieste) |

|                         |           |            |
| Cavani 73’ Hamšík 90+3’ | Marcatori | 36’ Grillo |

| Arbitro: | Bergonzi (Genova) |

|           |           |                                |
| Terzi 25’ | Marcatori | 84’ (rig.) Balotelli 87’ Mexès |

### Coppa Italia

#### Turni preliminari
| Arbitro: | Rocchi (Firenze) |

|                                            |           |                            |
| Calaiò 26’ D'Agostino 56’, 68’ Verre 90+4’ | Marcatori | 17’ Martinelli 57’ Minesso |

| Arbitro: | Nasca (Bari) |

|                              |           |  |
| Zé Eduardo 46’ Reginaldo 77’ | Marcatori |  |

#### Fase finale
| Arbitro: | Giacomelli (Trieste) |

|                              |                      |                              |
| Ciani 90'+5’                 | Marcatori            | 56’ (aut.) Cana              |
| Mauri Ledesma Floccari Kozák | Tiri di rigore 4 – 1 | Belmonte Vergassola Larrondo |

## Statistiche

### Statistiche di squadra
| Competizione | Punti | In casa | In casa | In casa | In casa | In casa | In casa | In trasferta | In trasferta | In trasferta | In trasferta | In trasferta | In trasferta | Totale | Totale | Totale | Totale | Totale | Totale | DR  |
| Competizione | Punti | G       | V       | N       | P       | Gf      | Gs      | G            | V            | N            | P            | Gf           | Gs           | G      | V      | N      | P      | Gf     | Gs     | DR  |
| ------------ | ----- | ------- | ------- | ------- | ------- | ------- | ------- | ------------ | ------------ | ------------ | ------------ | ------------ | ------------ | ------ | ------ | ------ | ------ | ------ | ------ | --- |
| Serie A      | 30    | 19      | 6       | 5       | 8       | 16      | 19      | 19           | 3            | 4            | 12           | 20           | 38           | 38     | 9      | 9      | 20     | 36     | 57     | -21 |
| Coppa Italia | -     | 2       | 2       | 0       | 0       | 6       | 2       | 1            | 0            | 1            | 0            | 1            | 1            | 3      | 2      | 1      | 0      | 7      | 3      | +4  |
| Totale       | -     | 21      | 8       | 5       | 8       | 22      | 21      | 20           | 3            | 5            | 12           | 21           | 29           | 41     | 11     | 10     | 20     | 43     | 60     | -17 |

### Andamento in campionato
| Giornata  | 1  | 2  | 3  | 4  | 5 | 6 | 7  | 8  | 9  | 10 | 11 | 12 | 13 | 14 | 15 | 16 | 17 | 18 | 19 | 20 | 21 | 22 | 23 | 24 | 25 | 26 | 27 | 28 | 29 | 30 | 31 | 32 | 33 | 34 | 35 | 36 | 37 | 38 |
| --------- | -- | -- | -- | -- | - | - | -- | -- | -- | -- | -- | -- | -- | -- | -- | -- | -- | -- | -- | -- | -- | -- | -- | -- | -- | -- | -- | -- | -- | -- | -- | -- | -- | -- | -- | -- | -- | -- |
| Luogo     | C  | T  | C  | T  | C | T | C  | T  | C  | T  | C  | T  | C  | T  | C  | C  | T  | C  | T  | T  | C  | T  | C  | T  | C  | T  | C  | T  | C  | T  | C  | T  | C  | T  | T  | C  | T  | C  |
| Risultato | N  | P  | N  | V  | V | P | P  | P  | N  | P  | V  | N  | V  | N  | P  | P  | P  | P  | P  | P  | V  | P  | V  | N  | V  | P  | P  | V  | N  | N  | N  | V  | P  | P  | P  | P  | P  | P  |
| Posizione | 11 | 15 | 16 | 10 | 8 | 9 | 11 | 14 | 15 | 16 | 14 | 14 | 11 | 12 | 13 | 14 | 16 | 16 | 18 | 19 | 16 | 17 | 17 | 17 | 16 | 17 | 17 | 17 | 17 | 17 | 17 | 16 | 17 | 17 | 17 | 18 | 18 | 18 |

Legenda:

Luogo: C = Casa; T = Trasferta. Risultato: V = Vittoria; N = Pareggio; P = Sconfitta.}